# Sant Miquel d'Herba-savina

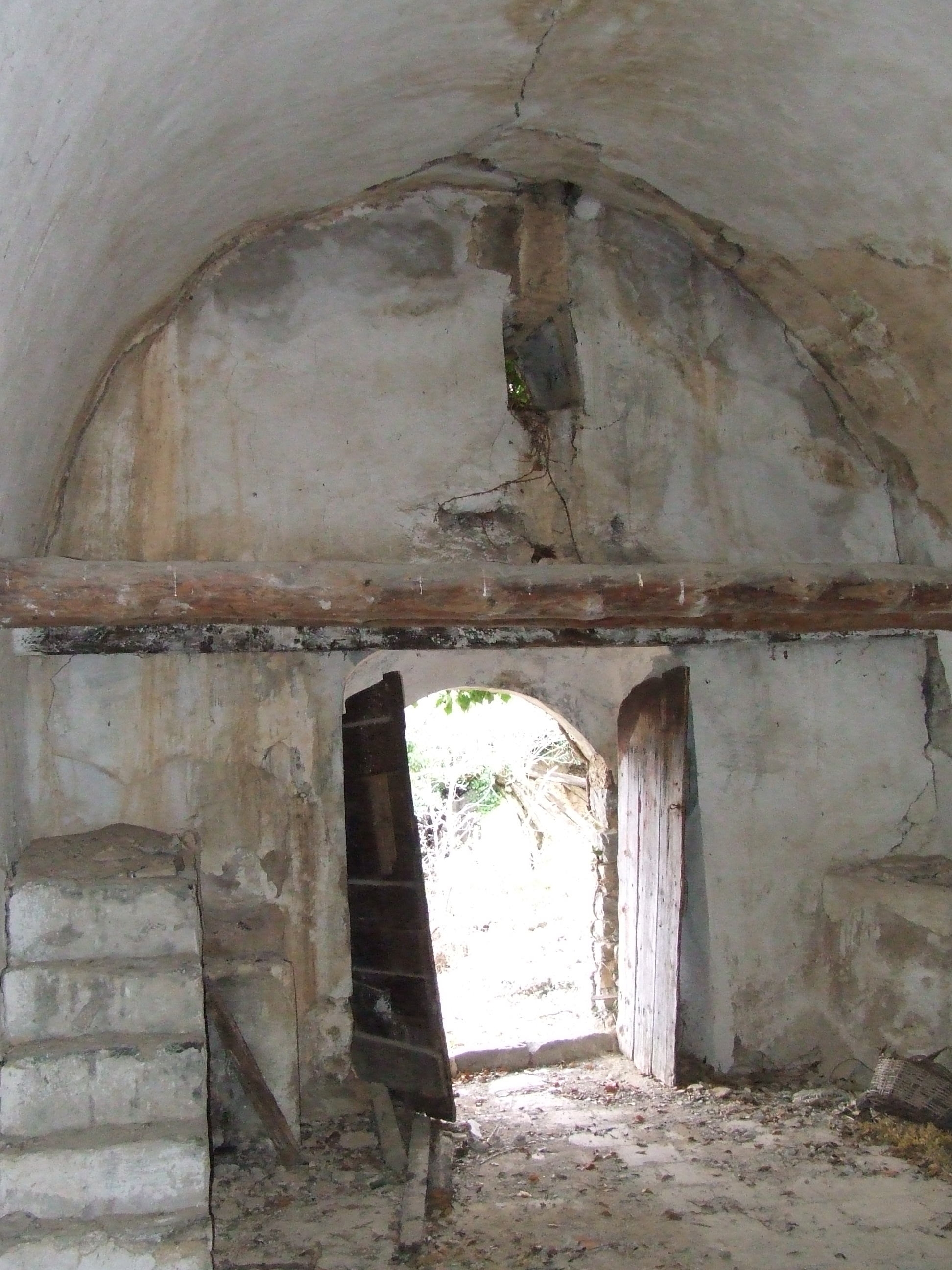
Interior, costat de ponent

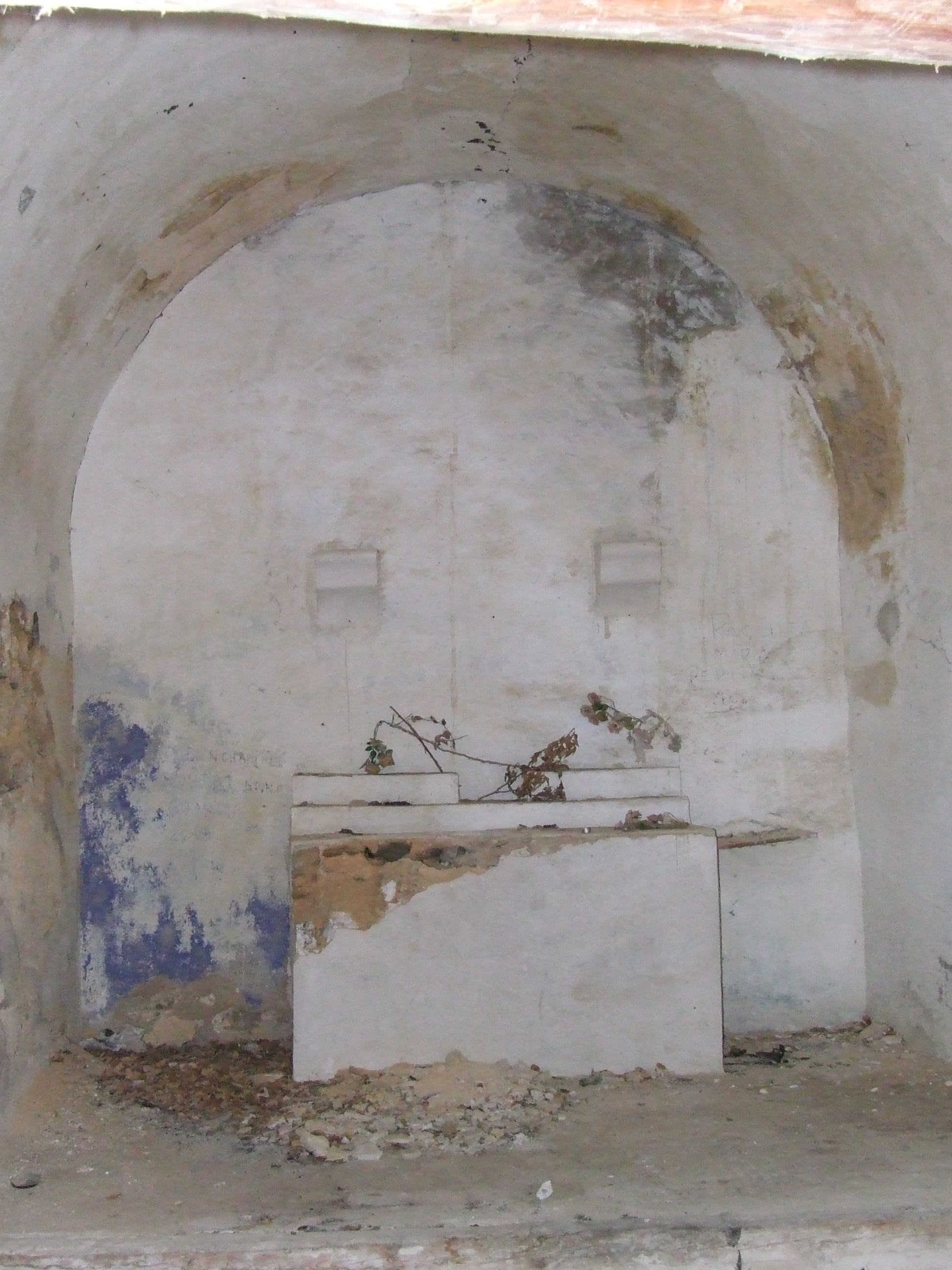
Interior, costat de llevant (absis)

Sant Miquel d'Herba-savina és l'església del poble d'Herba-savina, del terme municipal de Conca de Dalt, al Pallars Jussàa l'antic terme d'Hortoneda de la Conca.
Està situada a la part central-occidental del poble; és un dels tres edificis que encara romanen dempeus, tot i que, en aquest cas, és quasi del tot coberta d'heura, cosa que pot provocar el seu ensulsiament quan les arrels de l'heura penetrin a les seves parets.
És un petit edifici d'una sola nau, coberta amb volta de canó i un absis de capçalera quadrada a llevant que s'obre directament sobre la nau. La porta és a ponent, i al centre de l'absis s'obre una finestra de doble esqueixada. El conjunt pertany a una obra rústica d'un moment sense poder concretar de l'edat moderna.
Sant Miquel d'Herba-savina, actualment en desús pel seu abandonament, fou església sufragània de la parròquia de Santa Maria de Pessonada.